# Abdullah Coşkun
Abdullah Coşkun (ur. 26 listopada 1984) – turecki zapaśnik walczący w stylu klasycznym. Zajął 27. miejsce na mistrzostwach świata w 2009. Zdobył brązowy medal na igrzyskach śródziemnomorskich w 2009 i na mistrzostwach śródziemnomorskich w 2011.